# 地球ブルース〜337〜/DJDJ ［for RADIO］
「地球ブルース～337～/DJDJ ［for RADIO］」は、KICK THE CAN CREWの9枚目のシングル。2002年11月7日発売。

## 概要
- 両A面シングルだがPVがあるのは『地球ブルース～337～』だけで、『DJDJ [for RADIO]』はそのPVの始まりに出てくるラジカセからイントロ部分が流れるのみである。
- アルバム『magic number』との連動応募企画も実施された。
- SPACE SHOWER TV「MVA」BEST ACT VIDEOや、MTV Video Music Awards Japan2003のBest Live Performanceなどを受賞。

## 収録曲
1. 地球ブルース～337～
2. DJDJ ［for RADIO］
ラジオDJ時代に番組のために作られた曲。
3. 地球ブルース～337～(instrumental)
4. DJDJ ［for RADIO］(instrumental)

## 収録アルバム
- magic number (#3,9)
- BEST ALBUM 2001-2003 (#1,2)